# Cunonia rotundifolia
Cunonia rotundifolia är en tvåhjärtbladig växtart som beskrevs av Albert Ulrich Däniker. Cunonia rotundifolia ingår i släktet Cunonia och familjen Cunoniaceae. Inga underarter finns listade i Catalogue of Life.